# Burg Niederasphe
Die Burg Niederasphe ist eine abgegangene Niederungsburg bei dem Ortsteil Niederasphe der Gemeinde Münchhausen im Landkreis Marburg-Biedenkopf in Hessen.
Die von den Herren von Hohenfels im 14. Jahrhundert erbaute Burg kam später in den Besitz der Herren von Niederasphe, wurde zerstört und verfiel ab 1556.